# Rotunda svatého Longina
Rotunda svatého Longina v Praze je jedna ze čtyř dochovaných pražských románských rotund. Stojí v ulici Na Rybníčku na Novém Městě v Praze 2.

## Dějiny

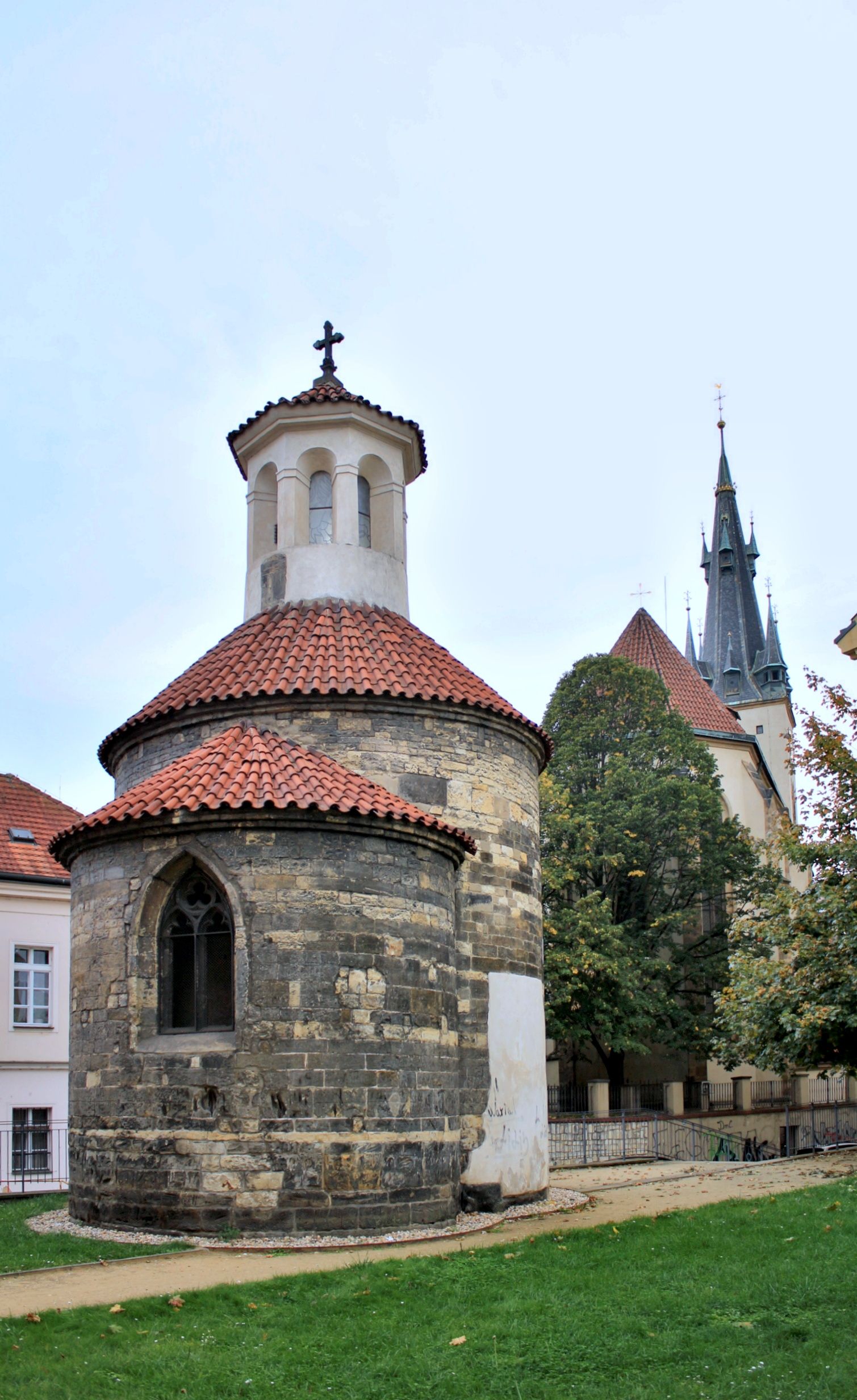
Rotunda sv. Longina s apsidou

Byla postavena na počátku 12. století a nejprve byla zasvěcena sv. Štěpánovi, od roku 1257 sloužila také jako farní kostelík osady Rybníček, která v těchto místech vznikla koncem 10. století - poprvé byla zmíněna roku 993. Kapacita románské stavby farníkům nedostačovala, proto byl po založení Nového Města pražského Karlem IV. v polovině 14. století v těsné blízkosti rotundy vybudován nový kostel sv. Štěpána. Rotunda byla přesvěcena na počest sv. Longina, který se po Karlově získání říšské relikvie Svatého kopí stal módním světcem. Do apsidy rotundy bylo v té době prolomeno gotické okno.
V 17. až 18. století byla stavba barokně upravována, přibyla barokní lucerna na vrcholu a vnitřní zařízení, na kamenné románské menze byl postaven dřevěný oltářní retábl. Byla obklopena hřbitovem s ohradní zdí s dvorem, společným pro tři kaple, školu a kostel sv. Štěpána. Krypta pod rotundou se vstupem před jejím oltářem a empora se připomíná jako dílo donátora, novoměstského radního Ludvíka Fleissmanna z Tumpachu a jeho manželky Anny, .
Nařízením Josefa II. byla kaple roku 1783 zrušena pro bohoslužebné účely a používána jako skladiště. Roku 1845 byly zbořeny ohradní zeď hřbitova, a dvě barokní kaple: Jeruzalémská (zvaná Božího Těla) a kaple Všech svatých, (zvaná Rasovská). Jen kapli sv. Longina byla roku 1844 vrácena liturgická funkce. V 19. století měla být v rámci asanace staré Prahy zbourána při výstavbě domů nově trasované ulice Na Rybníčku, ale zásluhou Františka Palackého a Společnosti Národního muzea se tak nestalo. Návrh na rekonstrukci stavby roku 1902 vypracoval z podnětu konzervátora a publicisty Karla Heraina a malíře Koubka architekt Antonín Wiehl.
Dnes kaple slouží řeckokatolické církvi a využívá ji Vojenský a špitální řád sv. Lazara Jeruzalémského. Je to filiální chrám řeckokatolické farnosti u Nejsvětější Trojice (slovenské personální farnosti) v Praze. Ta patří do pražského děkanátu (protopresbyterátu) řeckokatolického Apoštolského exarchátu v ČR. Každé pondělí od 20 hodin se zde modlí řeckokatolický akafist, jiné bohoslužby se slouží nepravidelně.
Každoročně se v přilehlém prostoru koná folkový festival Rotunda, kdy je zároveň možno si rotundu prohlédnout.